# Omate

A cidade peruana de Omate é a capital da Província de General Sánchez Cerro, situada no Departamento de Moquegua, pertencente a Região de Moquegua, Peru.